# Dendropsophus columbianus
Dendropsophus columbianus és una espècie de granota que viu a Colòmbia.